# Johann Heinrich Helcher

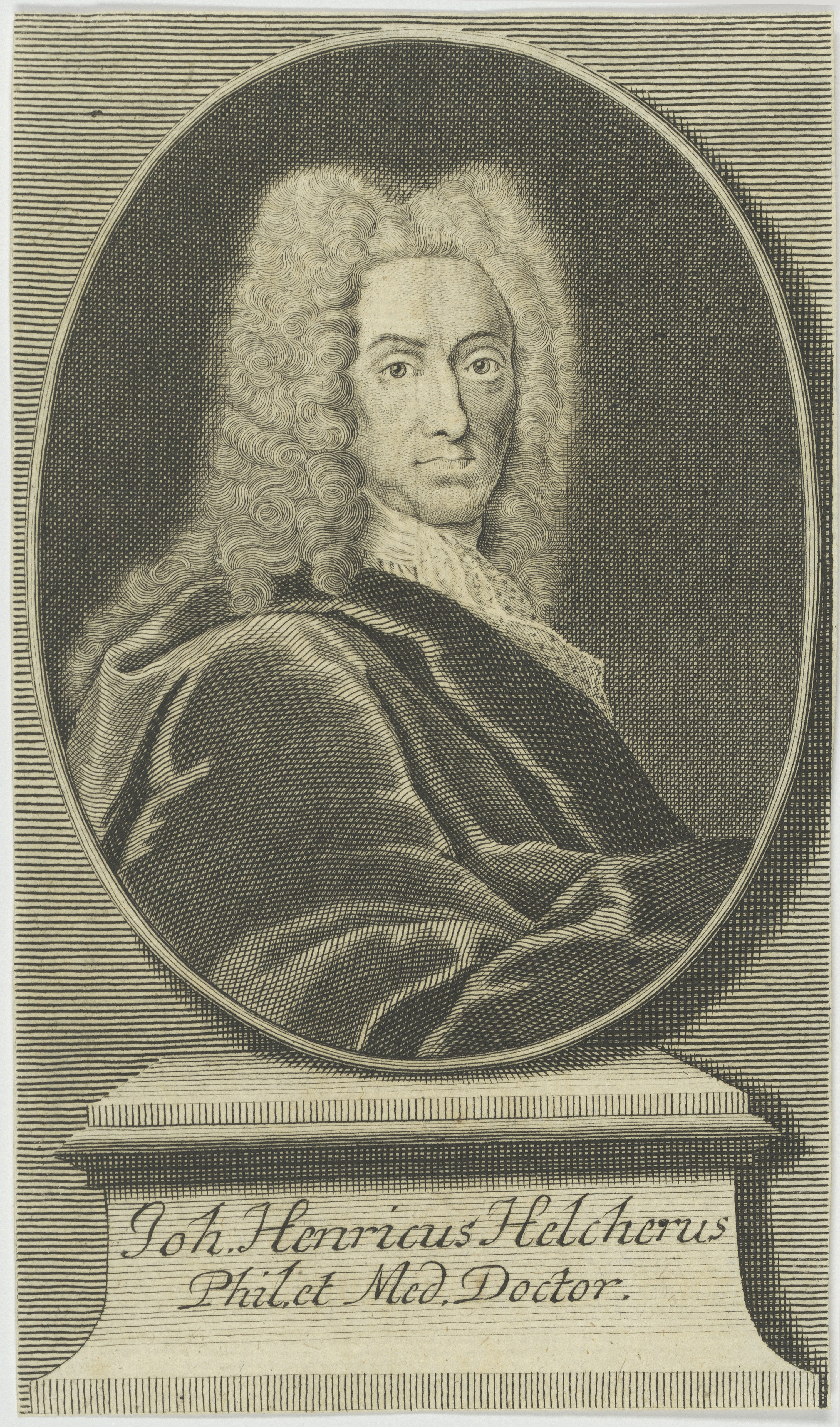
Johann Heinrich Helcher (1672–1729), zugeschrieben Martin Bernigeroth, 1730

Johann Heinrich Helcher (* auch Johannes Heinrich Helcher, Hans Heinrich Helcher, 9. Mai 1672 in Oels, Fürstentum Oels; † 30. Oktober 1729 in Breslau) war ein schlesischer Mediziner.

## Leben und Wirken
Johann Heinrich Helcher studierte Medizin und wurde 1696 mit seiner Schrift „Disputatio inauguralis medica de rheumatismo“ bei Johann Friedrich Ortlob an der Universität Leipzig promoviert. 
Anschließend wirkte er als Stadtarzt in Schweidnitz und in Breslau. 
Am 24. Juni 1711 wurde er unter der Präsidentschaft des Mediziners und Naturforschers Lukas Schröck mit dem akademischen Beinamen Hierotheus unter der Matrikel-Nr. 288 als Mitglied in die Leopoldina aufgenommen.

## Schriften (Auswahl)
- Disputatio inauguralis medica de rheumatismo. Leipzig 1696 (Digitalisat)
- Aurum Potabile, oder Gold-Tinctur, Dessen Praeparation Samt des Goldes Vortrefflichkeit und Analogie mit unserm Cörper, Würckung und Gebrauch curative so wohl als praeservative, deutlich beschrieben, und Auff vielerley Einwürffe ausführlich geantwortet wird. Kloß, Schweidnitz und Leipzig 1712 (Digitalisat)
- Cur Incurabler Kranckheiten beweiset durch Gottes Seegen und mit des Goldes Hülffe. Tietze, Leipzig 1723 (Digitalisat)